# Bolitoglossa sombra
Bolitoglossa sombra (tên tiếng Anh: Shadowy Web-footed Salamander) là một loài kỳ giông thuộc họ Plethodontidae.
Loài này có ở Costa Rica và có thể cả Panama.
Môi trường sống tự nhiên của chúng là vùng núi ẩm nhiệt đới hoặc cận nhiệt đới.
Chúng hiện đang bị đe dọa vì mất môi trường sống.